# Peter Gabriel (1982년 음반)
| 전문가 평가                   | 전문가 평가 |
| 평가 점수                     | 평가 점수   |
| 출처                          | 점수        |
| ----------------------------- | ----------- |
| AllMusic                      | [ 5 ]       |
| Chicago Sun-Times             | [ 6 ]       |
| Encyclopedia of Popular Music | [ 7 ]       |
| Entertainment Weekly          | A−          |
| Q                             | [ 9 ]       |
| The Rolling Stone Album Guide | [ 10 ]      |
| Uncut                         | 8/10        |
| The Village Voice             | C+          |

《Peter Gabriel》은 영국의 록 음악가 피터 가브리엘이 발매한 네 번째 음반이다. 미국과 캐나다에서 이 음반은 게펀 레코드에 의해 《Security》라는 제목으로 발매되었다. 독일어 버전인 《Deutsches Album》도 발매되었다.

## 노래
음반에 수록된 곡들은 다양한 주제를 담고 있다. 〈The Rhythm of the Heat〉는 아프리카 드러머 그룹을 관찰하는 동안 카를 융의 경험에 바탕을 두고 있다. 〈San Jacinto〉는 아파치족 출신이 가브리엘에게 들려준 이야기를 바탕으로 자신의 문화를 현대 백인사회에 압도당하는 아메리카 원주민이 겪은 두려움과 고통을 되새겨본다. 질투에 대한 명상인 〈Shock the Monkey〉는 영장류의 이미지를 사용하여 개인적인 불안을 묘사한다. 〈Lay Your Hands on Me〉는 신뢰를 통한 치유라는 주제를 다루고 있으며, 이것은 이후 음반에서 자세히 다루어진다. 〈The Family and the Fishing Net〉은 현대의 결혼식과 부두교의 제물을 비교한 노래이다. 〈Wallflower〉는 1980년대 라틴 아메리카의 정치범들을 다루는 내용이다.
신시사이저를 연주했던 래리 패스트는 모그 신시사이저 발표에서 〈The Rhythm of the Heat〉의 작업 제목은 〈Jung in Africa〉이고, 〈Shock the Monkey〉의 작업 제목은 〈Black Bush〉이며, 〈Lay Your Hands on Me〉의 작업 제목은 〈93〉이라고 언급했다.

## 녹음
그 음반은 초기 완전 디지털 음반이다. 그것의 기악법은 (페어라이트 CMI의 사용을 통해) 광범위한 샘플링을 포함한 대부분 전자적이고 서아프리카 타악기이다. 그것은 1981년 잉글랜드 서머싯주에 있는 가브리엘의 당시 집인 애쉬콤 하우스에서 녹음되었다.
이 음반은 2002년 가브리엘의 카탈로그 대부분으로 리마스터드되었다.

## 타이틀
그의 이전 세 음반과 마찬가지로, 이 음반의 제목은 《Peter Gabriel》이다. 미국과 캐나다에서 게펀 레코드는 이전 음반과 차별화하기 위해 《Security》라는 제목으로 음반을 발매했다. 가브리엘이 마지못해 동의하면서 제목이 바뀌었다. 새 타이틀은 LP 슬리브의 수축 포장 상단과 디스크 라벨에 스티커로 표시되어 있었다. 가브리엘은 스스로 제목을 제공했지만, 이 음반은 다른 지역에서는 공식적으로 《Peter Gabriel》로 알려져 있다. 《Security》 타이틀은 2010년까지 미국과 캐나다 음반 발매 시 유지되었다가 가브리엘의 리얼 월드 레코드 레이블에 의해 원래의 《Peter Gabriel》 타이틀로 되돌아왔다.

## 곡 목록
모든 곡들은 피터 가브리엘에 의해 작사/작곡하였다.
| #  | 제목                               | 재생 시간 |
| -- | ---------------------------------- | --------- |
| 1. | 〈The Rhythm of the Heat〉         | 5:15      |
| 2. | 〈San Jacinto〉                    | 6:21      |
| 3. | 〈I Have the Touch〉               | 4:30      |
| 4. | 〈The Family and the Fishing Net〉 | 7:08      |

| #  | 제목                     | 재생 시간 |
| -- | ------------------------ | --------- |
| 5. | 〈Shock the Monkey〉     | 5:28      |
| 6. | 〈Lay Your Hands on Me〉 | 6:03      |
| 7. | 〈Wallflower〉           | 6:30      |
| 8. | 〈Kiss of Life〉         | 4:17      |